# Lannédern
Lannédern [lanedɛʁn] est une commune du département du Finistère, dans la région Bretagne, en France. Elle est située au sud des monts d'Arrée, du Yeun Elez et du lac réservoir de Saint-Michel.

## Géographie
| Brasparts |                    | Loqueffret       |
| Pleyben   | Lannédern          | Plonévez-du-Faou |
|           | Le Cloître-Pleyben |                  |

### Description
Lannédern est un bourg étiré le long de la route départementale 14, orientée du nord-est au sud-ouest, du Huelgoat à Pont-Keryau, situé dans la commune de Pleyben. Situé à une altitude de 154 mètres, il s'est développé sur un replat formant un belvédère dominant les paysages vallonnés de la partie orientale de Brasparts et de la partie occidentale de Loqueffret, avec des vallons encaissés (la Douffine et ses affluents) et des éminences verdoyantes comme le Bois de Bodriec et le Roc'h Glaz situés dans la commune de Loqueffret. Au loin, au nord-ouest, le dôme du mont Saint-Michel de Brasparts domine l'horizon, par delà le marais du Yeun Elez.
La commune est limitée au nord par un affluent de rive gauche de la Douffine coulant dans une vallée relativement encaissée qui sépare la commune de ses voisines nordiques Brasparts et Loqueffret : c'est là au nord-ouest du territoire communal que se rencontrent les altitudes les plus basses de la commune: 84 mètres près de Kerivarc'h, hameau situé en Brasparts mais limitrophe de Lannédern, 83 mètres dans la vallée du Ster Roudou, à la confluence avec un ruisseau de rive gauche qui sert de limite avec la commune de Pleyben. Les altitudes les plus élevées se rencontrent à proximité du bourg, à son sud-est (200 mètres au sud de Roc'h Ven, 195 mètres  à la chapelle de Coat ar Roc'h), ce qui explique que le bourg de Lannédern est exposé sur une pente regardant vers le nord, tournant le dos au sud. Des altitudes assez élevées se rencontrent également à proximité de la limite orientale de la commune (176 mètres à Kerharnel) avec la partie sud de Loqueffret et méridionale (167 mètres à Pennanéac'h) avec la commune voisine de Le Cloître-Pleyben.
La commune est peu boisée, mais présente un paysage de bocage verdoyant. Outre un bourg de taille modeste, la population est répartie en une vingtaine de hameaux, les plus importants étant ceux de Treuscoat, Quivit, Coulin, Mescoz, Guernaléon, Penhuil, Doar Guennou, Pennanéac'h.
Lannédern est proche du parc naturel régional d'Armorique, mais n'en fait pas partie.

### Géologie
Des gisements de jaspe existent dans d'anciennes carrières situées entre Lannédern et la chapelle Coat ar Roc'h ; ces jaspes à magnétite de couleurs variées (noirs, bruns, rouges ou blancs) sont liés au volcanisme spilitique d'âge dinantien.

### Hydrographie
Pour un article plus général, voir Réseau hydrographique du Finistère.
La commune est située dans le bassin Loire-Bretagne. Elle est drainée par le ruisseau stêr roudou et divers autres petits cours d'eau,.

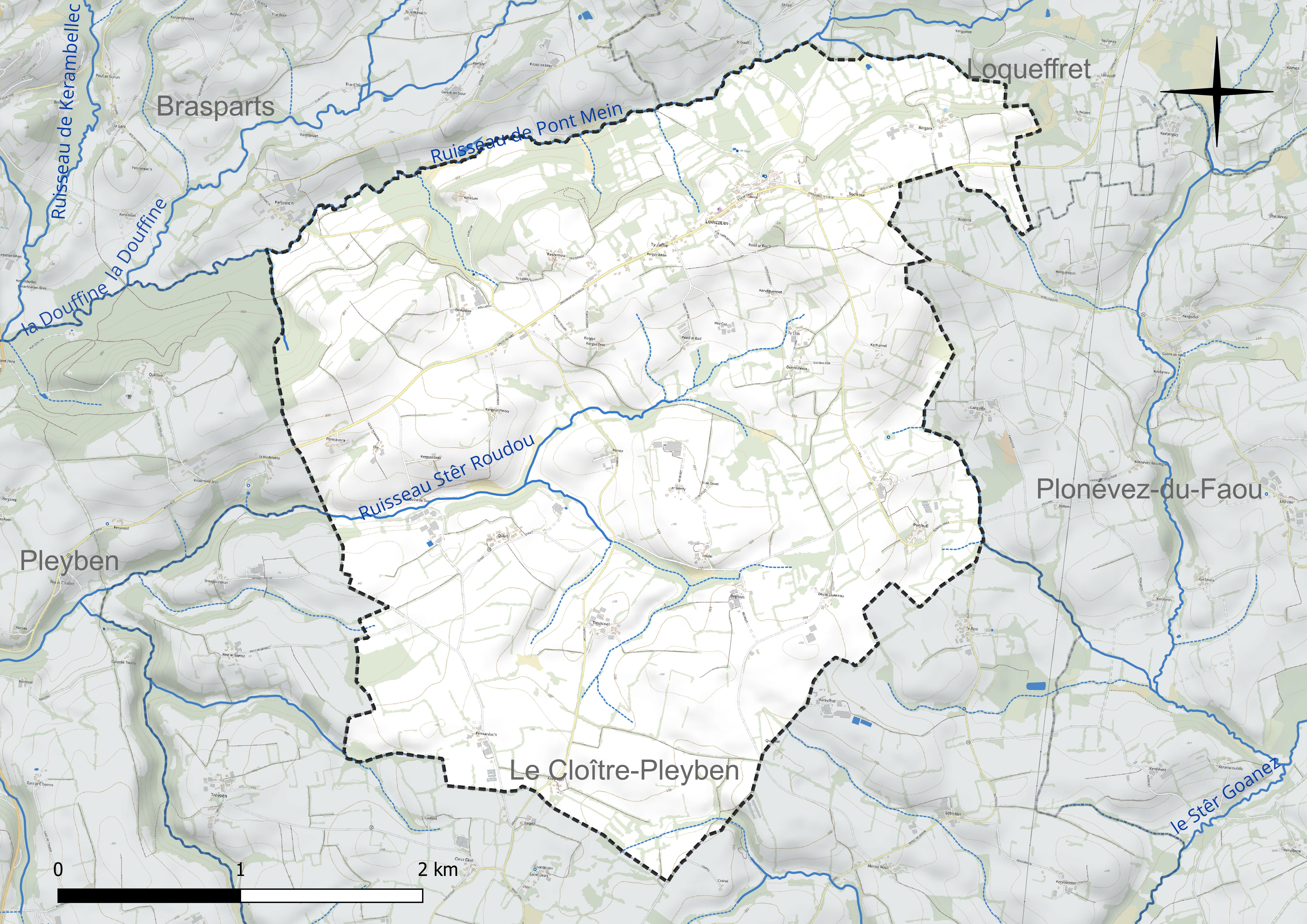
Réseau hydrographique de Lannédern.

### Climat
Pour des articles plus généraux, voir Climat de la Bretagne et Climat du Finistère.
En 2010, le climat de la commune est de type climat océanique franc, selon une étude du CNRS s'appuyant sur une série de données couvrant la période 1971-2000. En 2020, Météo-France publie une typologie des climats de la France métropolitaine dans laquelle la commune est exposée à un climat océanique et est dans la région climatique  Finistère nord, caractérisée par une pluviométrie élevée, des températures douces en hiver (6 °C), fraîches en été et des vents forts. Parallèlement l'observatoire de l'environnement en Bretagne publie en 2020 un zonage climatique de la région Bretagne, s'appuyant sur des données de Météo-France de 2009. La commune est, selon ce zonage, dans la zone « Monts d'Arrée », avec des hivers froids, peu de chaleurs et de fortes pluies.  
Pour la période 1971-2000, la température annuelle moyenne est de 10,8 °C, avec  une amplitude thermique annuelle de 11,6 °C. Le cumul annuel moyen de précipitations est de 1 281 mm, avec 16,3 jours de précipitations en janvier et 9,5 jours en juillet. Pour la période 1991-2020, la température moyenne annuelle observée sur la station météorologique la plus proche, située sur la commune de Brennilis à 7 km à vol d'oiseau, est de 10,9 °C et le cumul annuel moyen de précipitations est de 1 552,3 mm,. Pour l'avenir, les paramètres climatiques de la commune estimés pour 2050 selon différents scénarios d'émission de gaz à effet de serre sont consultables sur un site dédié publié par Météo-France en novembre 2022.

## Urbanisme

### Typologie
Au 1er janvier 2024, Lannédern est catégorisée commune rurale à habitat très dispersé, selon la nouvelle grille communale de densité à 7 niveaux définie par l'Insee en 2022.
Elle est située hors unité urbaine. Par ailleurs la commune fait partie de l'aire d'attraction de Pleyben - Châteaulin, dont elle est une commune de la couronne,. Cette aire, qui regroupe 18 communes, est catégorisée dans les aires de moins de 50 000 habitants,.

### Occupation des sols
L'occupation des sols de la commune, telle qu'elle ressort de la base de données européenne d'occupation biophysique des sols Corine Land Cover (CLC), est marquée par l'importance des territoires agricoles (97 % en 2018), une proportion sensiblement équivalente à celle de 1990 (96,9 %). La répartition détaillée en 2018 est la suivante : 
terres arables (56,3 %), zones agricoles hétérogènes (38 %), prairies (2,8 %), zones urbanisées (2 %), forêts (0,9 %).
CORINE Land Cover
L'IGN met par ailleurs à disposition un outil en ligne permettant de comparer l'évolution dans le temps de l'occupation des sols de la commune (ou de territoires à des échelles différentes). Plusieurs époques sont accessibles sous forme de cartes ou photos aériennes : la carte de Cassini (XVIIIe siècle), la carte d'état-major (1820-1866) et la période actuelle (1950 à aujourd'hui).

## Toponymie
Le nom de la localité est attesté sous les formes Lanedern vers 1330, Lannedern en 1368.
Le nom de Lannédern provient du breton « lan » (ermitage) et de saint Edern, né au Pays de Galles ou en Irlande.

## Histoire
L'histoire de Lannédern est peu connue. Il n'y a pratiquement aucun vestige des temps préhistoriques et antiques si ce n'est quelques tumuli non datés.

### Origines

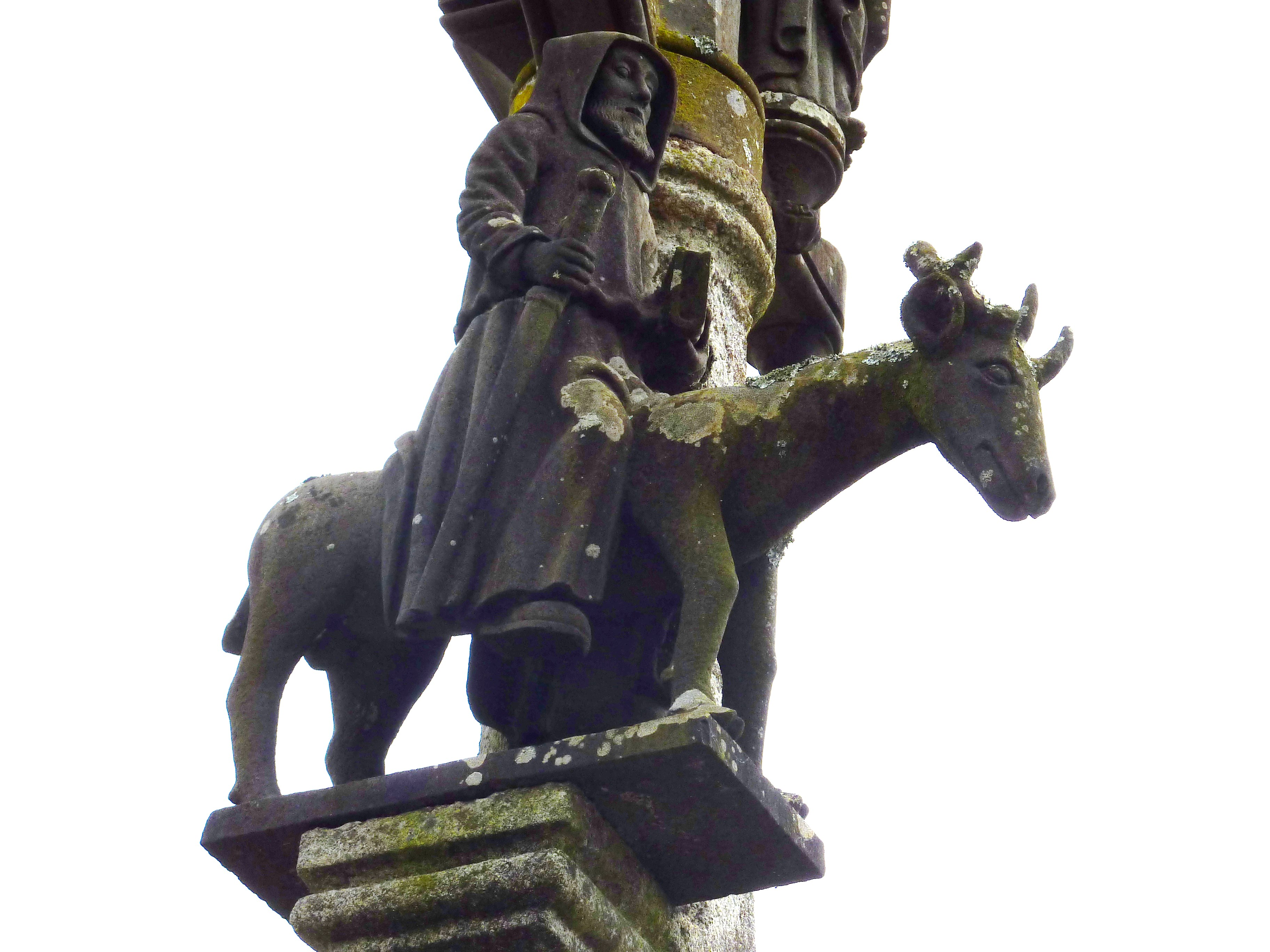
Saint Edern sur son cerf (calvaire de l'enclos paroissial).

Edern né au Pays de Galles ou en Irlande, est l'un des saints venus de ce pays, probablement en 894 près de Douarnenez, à Le Juch, dans un premier temps, puis à Edern, ensuite à Plouédern, avant de s'établir à Lannédern pour évangéliser la Bretagne à la fin du IXe siècle. Lannédern dépendait initialement de la paroisse de Pleyben et son existence est connue depuis 1330 (Lanedern).

### Moyen Âge
Selon un document de 1498, une école existait alors à Lannédern.
L'enclos paroissial témoigne que la paroisse a connu une certaine richesse aux XVIe et XVIIe siècles, due probablement surtout à la famille noble des Lezormel dont le blason est représenté plusieurs fois dans l'église.

### Époque moderne
La commune est connue pour des faits liés à la Révolte des Bonnets rouges en 1675.

### LeXIXesiècle

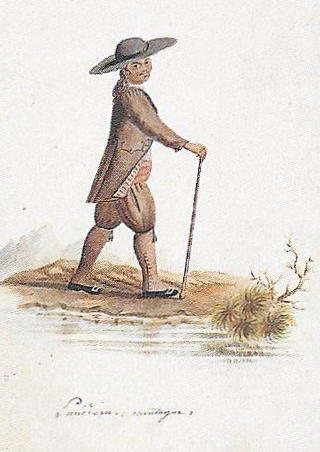
Homme de la Montagne [Lannédern] (aquarelle sur papier, auteur anonyme, premier quart du XIXe siècle, musée départemental breton, Quimper).

### LeXXesiècle

#### La Première Guerre mondiale
Le monument aux morts de Lannédern porte les noms de trnte-cinq soldats morts pour la France pendant la Première Guerre mondiale. Parmi eux, trois (Jean Le Bras, Yves Morvannou, Jean Salaün) sont morts à Rossignol (Belgique) en 1914 lors de la Course à la mer ; la plupart des autres sont décédés sur le sol français.

#### La Seconde Guerre mondiale
Le monument aux morts de Lannédern porte les noms de huit personnes mortes pour la France pendant la Seconde Guerre mondiale.

## Démographie
| 1793 | 1800 | 1806 | 1821 | 1831 | 1836 | 1841 | 1846 | 1851 |
| ---- | ---- | ---- | ---- | ---- | ---- | ---- | ---- | ---- |
| 527  | 621  | 482  | 606  | 631  | 623  | 577  | 663  | 666  |

| 1856 | 1861 | 1866 | 1872 | 1876 | 1881 | 1886 | 1891 | 1896 |
| ---- | ---- | ---- | ---- | ---- | ---- | ---- | ---- | ---- |
| 669  | 671  | 616  | 634  | 678  | 720  | 766  | 751  | 758  |

| 1901 | 1906 | 1911 | 1921 | 1926 | 1931 | 1936 | 1946 | 1954 |
| ---- | ---- | ---- | ---- | ---- | ---- | ---- | ---- | ---- |
| 863  | 831  | 818  | 775  | 766  | 713  | 667  | 612  | 566  |

| 1962 | 1968 | 1975 | 1982 | 1990 | 1999 | 2006 | 2011 | 2016 |
| ---- | ---- | ---- | ---- | ---- | ---- | ---- | ---- | ---- |
| 531  | 477  | 409  | 361  | 309  | 272  | 295  | 316  | 295  |

| 2021 | 2022 | - | - | - | - | - | - | - |
| ---- | ---- | - | - | - | - | - | - | - |
| 311  | 321  | - | - | - | - | - | - | - |

Après une première baisse temporaire de population au tout début du XIXe siècle, Lannédern  a connu une population relativement stable, avec d'assez faibles dents de scie dans l'évolution démographique tout au long du XIXe siècle (un minimum relatif est atteint en 1841 avec 577 habitants, un maximum relatif en 1886 avec 766 habitants), atteignant son maximum absolu en 1901 avec 863 habitants. Par delà ces modestes dents de scie, une augmentation globale de +381 habitants (+79 %) en 95 ans de 1806 à 1901 peut quand même être constatée tout au long du XIXe siècle. Le changement de siècle coïncide avec le retournement démographique : la population baisse constamment d'un recensement à l'autre tout au long du XXe siècle, passant de 863 habitants en 1901 à 272 en 1999 (perte de 591 habitants en 98 ans, soit -68,4 %, une perte de plus des deux-tiers des habitants en à peine un siècle). Les premières années du XXIe siècle semblent toutefois amorcer un timide retournement démographique puisque la commune a gagné vingt-trois habitants en sept ans entre 1999 et 2006, grâce à un solde migratoire redevenu positif (+1,5 % l'an en moyenne entre 1999 et 2006) alors qu'il a été constamment négatif tout au long du XXe siècle. L'accroissement naturel reste toutefois négatif (vingt-huit naissances en dix ans de 1998 et 2007 pour trente-deux décès) en raison du vieillissement de la population (26,4 % de 65 ans et plus en 2006 contre 17,3 % de 0 à 14 ans).
La densité de population n'est plus que de 23,7 habitants au km2 alors qu'elle atteignait 69,4 habitants au km2 en 1901.

## Politique et administration

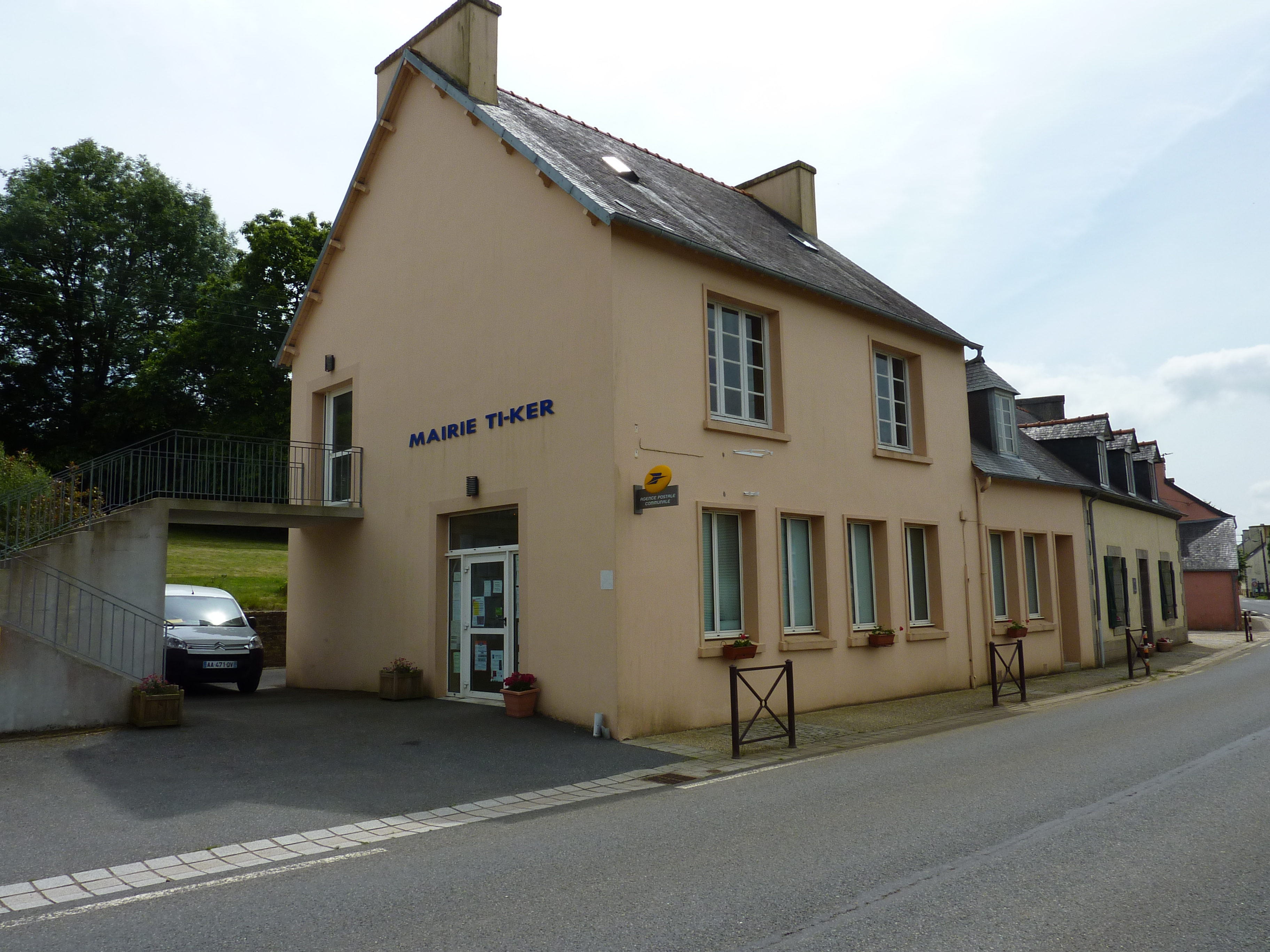
La mairie-poste.

| Période | Période  | Identité          | Étiquette | Qualité                                             |
| ------- | -------- | ----------------- | --------- | --------------------------------------------------- |
| 1925    | 1941     | Alain Le Seac'h   |           | ,                                                   |
| 1965    | 1977     | Jean Cornec       |           | garagiste                                           |
| 1977    | 2001     | Louis Salaun      |           | [ 29 ]                                              |
| 2001    | 2008     | Jean Pirche       | RPR       | Conseiller général du canton de Pleyben (1985-2004) |
| 2008    | 2020     | Georges Pouliquen | DVD       | Retraité                                            |
| 2020    | En cours | Pauline Caro      | SE        | Dirigeante d'entreprise                             |

## Monuments

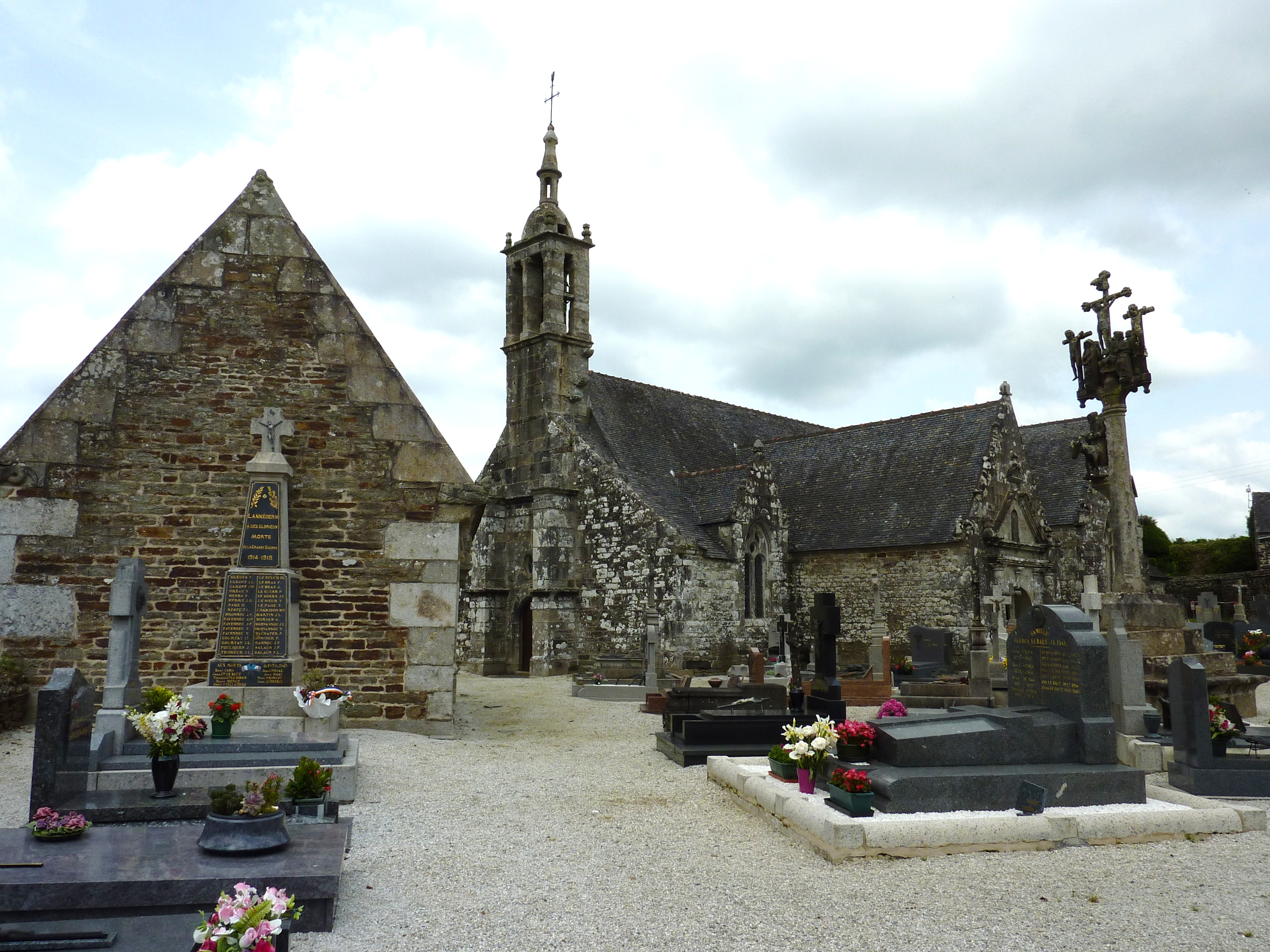
L'église Saint-Edern.

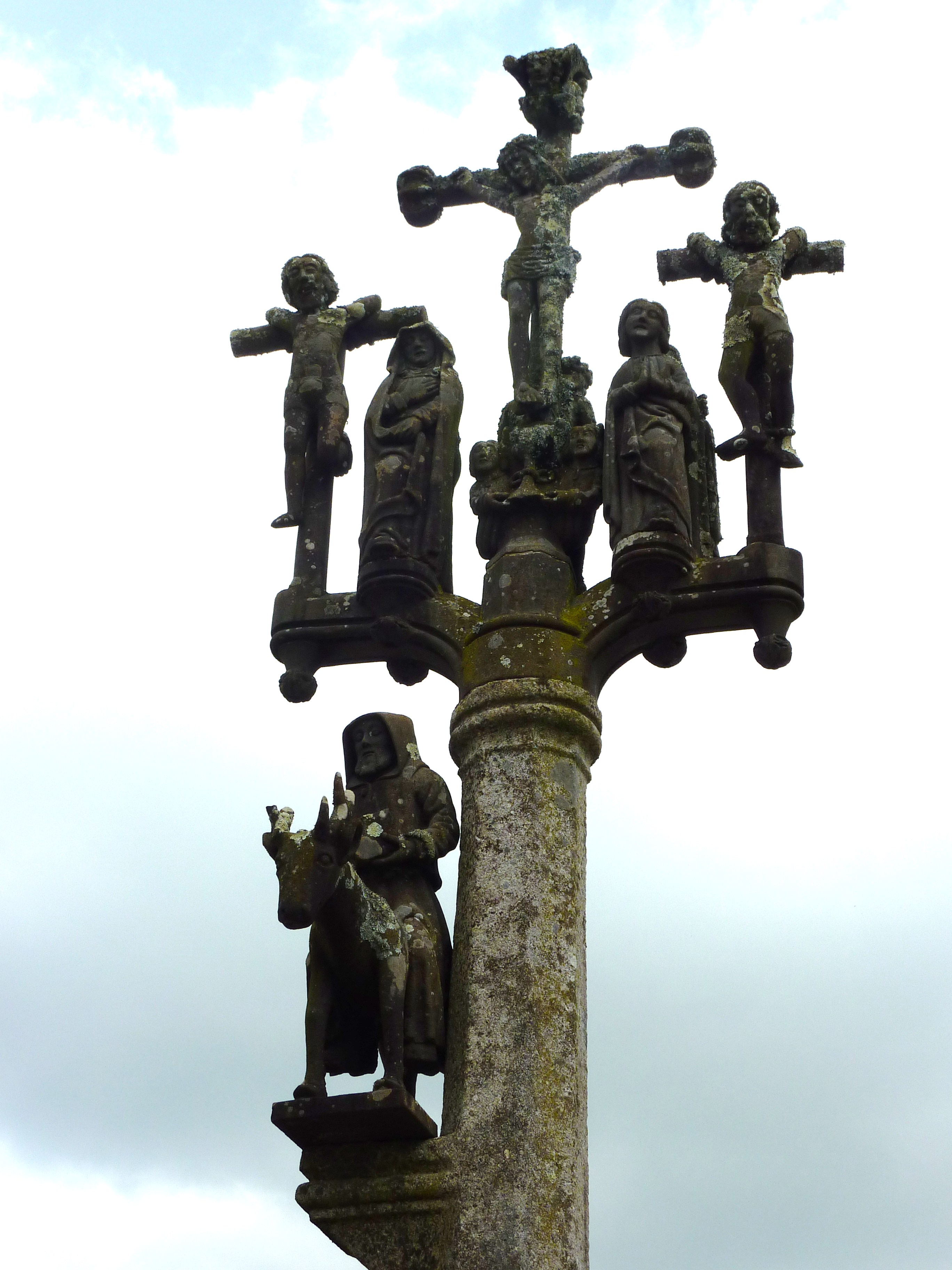
Le calvaire de l'enclos paroissial.

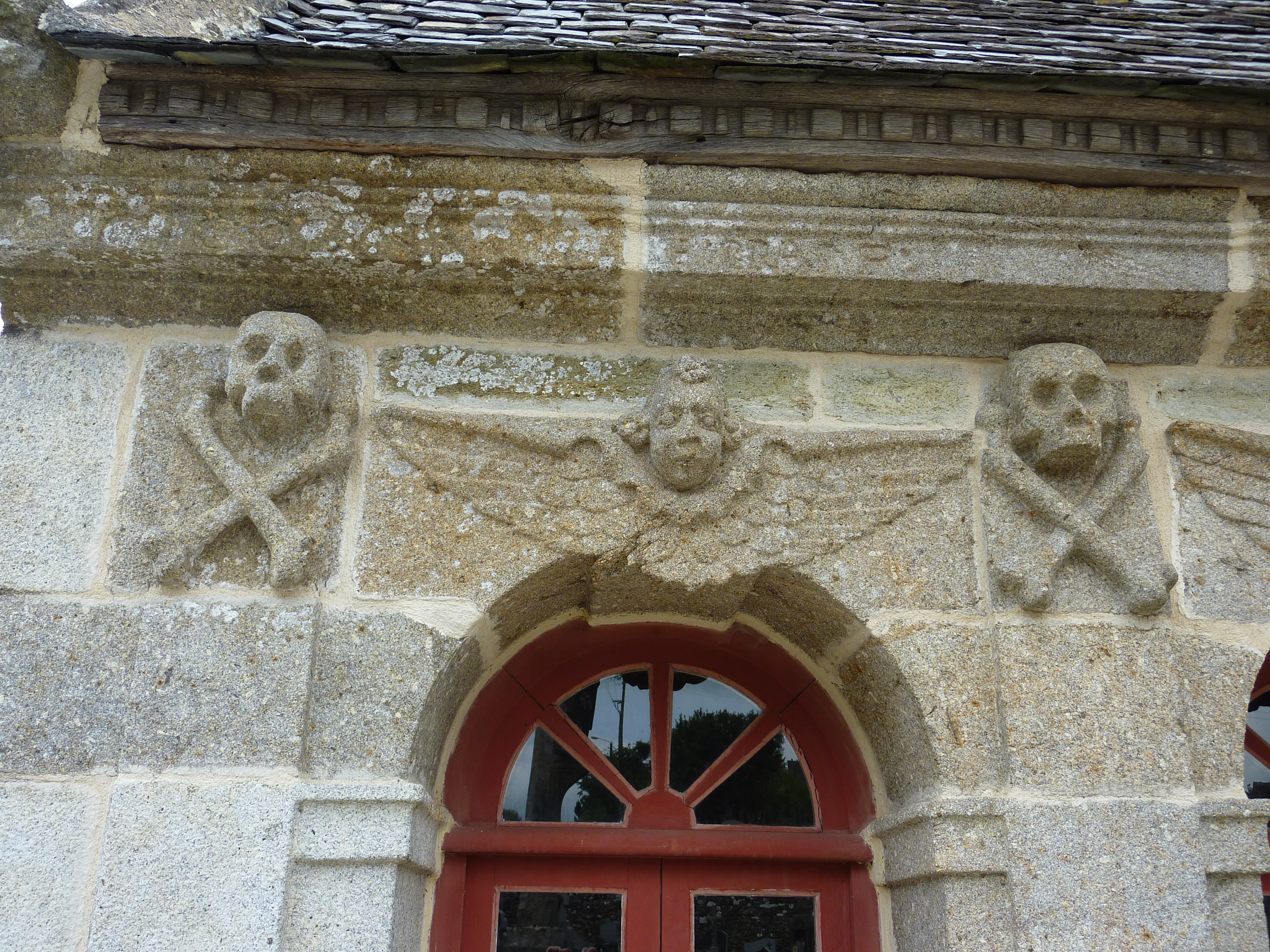
Détail de l'ossuaire (têtes de morts).

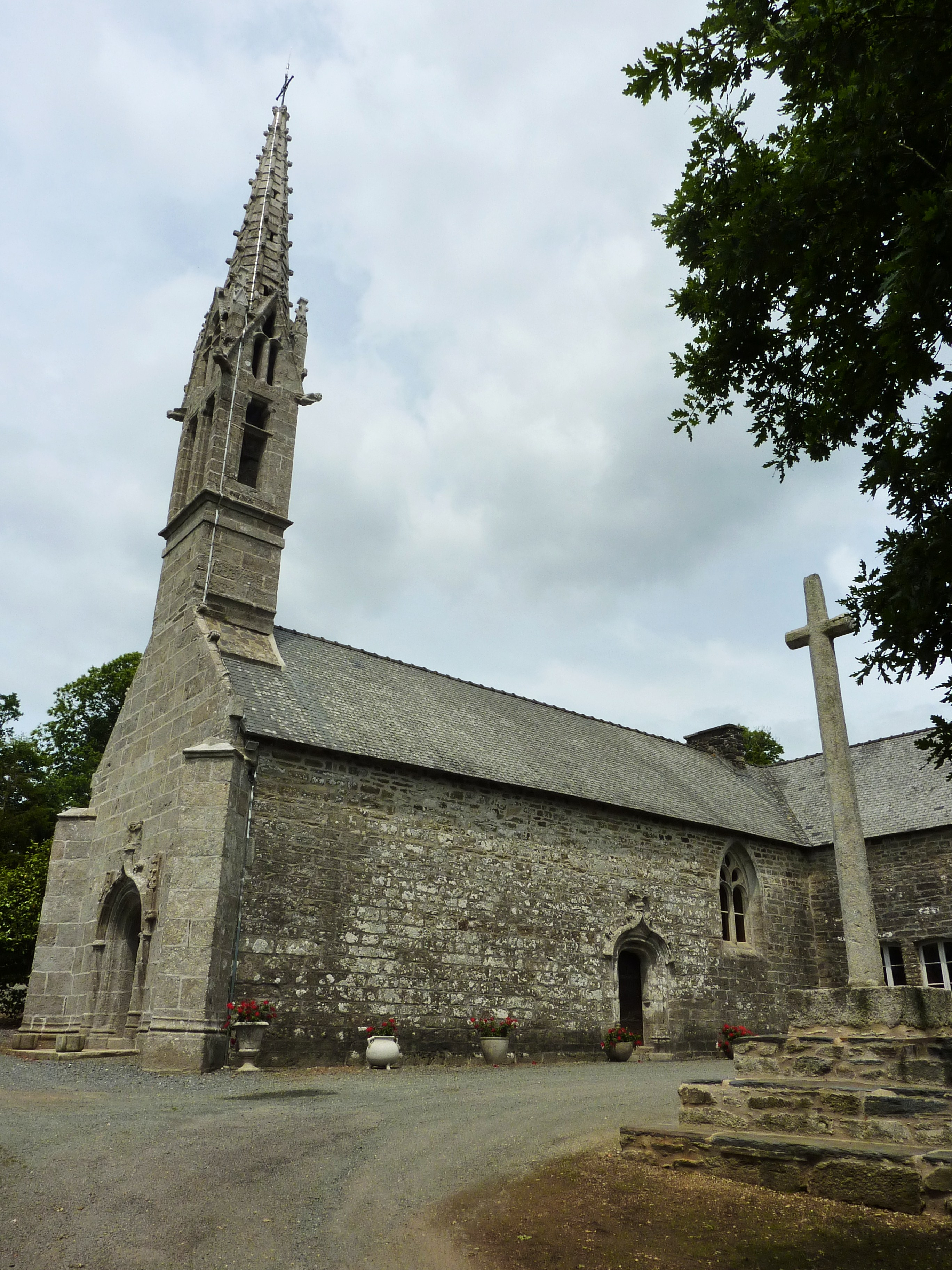
La chapelle de Coat ar Roc'h (lieu de l'ermitage de saint Edern).

- L'église Saint-Edern (XVIe – XVIIe siècles) avec sa nef à bas-côtés avec quatre travées. Le porche sud porte la date de 1662. Un triptyque polychrome du XVIe siècle présente six scènes typiques de la vie de saint Edern[19]. L'église possède de nombreuses statues anciennes, un retable, une belle chaire à prêcher, des vitraux, un trésor avec une croix processionnelle[30] en argent et un reliquaire contenant les reliques de saint Edern. Une sablière montre les corps nus des pécheurs qui entrent en souriant et en s'agitent dans les bouches béantes de l'enfer car ils n'ont pas pris la mesure de leurs fautes[31]. Le pardon de Saint-Edern[32] organisé en octobre a longtemps été très fréquenté[33].

« Le tombeau de saint Edern se trouvait autrefois au milieu de la nef (de l'église de Lannédern). Mais comme l'espace était trop étroit pour les fidèles, vers 1860 il a été relégué au bas du collatéral nord, où il est un peu perdu dans l'obscurité. Ce monument est constitué par une table portée sur une arcature à redents qui semble du XIVe siècle, et sur cette table est la statue couchée du saint, vêtu de la robe et de l'aumusse, les mains jointes et les pieds posés sur le cerf qui est sa caractéristique ordinaire ». Le saint serre sous le coude gauche le livre de prières avec ses fermoirs et que le cerf selon dom Plaine semble être venu près du tombeau de son maître y expirer « pour témoigner l'attachement inviolable qu'il avait voué à son sauveur ».
Dans le trésor de l'église Saint-Edern de Lannedern (29) se trouve une croix de procession en argent du XVIIe siècle avec inscription et poinçon surmonté d'un oiseau de François Lapoul, orfèvre à Morlaix, des représentations de la Vierge Marie et de saint Jean sur les consoles en volute et un nœud à deux étages de niches contenant les Apôtres. L'inscription sur la croix : « FET.CE.IOUR.19.AVRIL.1620 » et poinçon F.L. Saint Jacques, auréolé, a la tête couverte d'un capuchon. En robe et manteau, la besace au côté, il tient un livre dans la main droite et un gigantesque bourdon dans la gauche.
- Un ossuaire daté de 1660 est situé à proximité de l'église. Une des statues extérieures représente l'Ankou. La mort est représentée sous forme de crâne et tibias entrelacés, avec l'inscription Cogita Mori - Respice finem (« Rappelle-toi que tu es mortel - Songe à ta fin »). Une autre statue représente Saint Edern, pieds nus reposant sur le cerf de sa légende, animal qu'il aurait apprivoisé et qui serait resté son compagnon jusqu'à sa mort. Une sirène sculptée sur l'ossuaire montre une poitrine très généreuse exposée au regard des hommes[31].
- La chapelle Notre-Dame de Coat ar Roc'h date du XVIe siècle. Elle a été édifiée à l'emplacement de l'ermitage de saint Edern[20]. Elle a été une propriété privée possédée par Jean Pirche, avocat et maire de la commune, décédé en 2020 ; la vente aux enchères de sa collection d'art dans le but de financer la restauration de la chapelle, avant sa restitution au culte, est organisée le 25 octobre 2021[35].
- La chapelle Sainte-Anne est en fait un ancien ossuaire datant de 1668, situé dans l'enclos paroissial.
- Croix du XVIe siècle.
- Calvaire dans l'enclos paroissial.
- Le calvaire (1625) situé au nord du hameau de Birilit est de Roland Doré.

## Héraldique
| Blason à dessiner | Blason  | Parti: au 1er bandé d'argent et d'azur, au 2e d'orangé à l'ermite en aumusse chevauchant un cerf à la ramure brisée, le tout d'argent, sur un socle du même; le tout sommé d'un comble d'argent chargé de quatre mouchetures d'hermine de sable. Devise« bevañ mad » (vivre bien). |
| Blason à dessiner | Détails | Adopté le 7 mai 2010. |

## Légendes
- La légende du cerf de Saint Edern[37].